# Фененко, Гавриил Александрович
Гаврии́л Алекса́ндрович Фене́нко (1805 — после 1868) — судебный деятель Российской империи, председатель Гродненской палаты уголовного суда; .

## Биография
Происходил из дворянского рода Фененко. Родился 27 марта 1805 года[по какому календарю?] в приходе села Литвиновичи Кролевецкого уезда Черниговской губернии — сын коллежского секретаря Александра Федоровича Фененко и  Матронии Васильевны Фененко (Цитович).
В 1820 году окончил Новгород-Северскую гимназию. Начал службу 14 марта 1821 года канцеляристом в Кролевецком уездном суде; с 22 июня 1822 года приступил к делам Черниговского гражданского губернатора. С 31 декабря 1824 года — коллежский регистратор; с 31 декабря 1827 — губернский секретарь; с 31 декабря 1830 — коллежский секретарь; с 31 декабря 1833 — титулярный советник.
Был переведен 20 февраля 1834 года в канцелярию Могилевского гражданского губернатора; с 1 ноября 1834 года — секретарь; 4 мая 1835 года переименован в правители канцелярии.
С 7 июня 1835 года до 25 июня 1844 года служил правителем канцелярии Черниговского гражданского губернатора; с 26 апреля 1838 года — коллежский асессор; с 26 апреля 1842 года — надворный советник.
С 31 декабря 1844 года был причислен к департаменту Министерства юстиции и 9 января 1845 года стал исправлять должность Архангельского губернского прокурора; с 23 апреля 1845 года, одновременно, стал членом Архангельского губернского попечительного комитета о тюрьмах. С 22 февраля 1846 года стал служить в Тверской губернии: Тверским губернским прокурором и членом Тверского попечительского комитета о тюрьмах; с 22 ноября 1847 года — коллежский советник.
С 9 июня 1849 года — и. д. председателя Гродненской палаты уголовного суда; известно, что 1 июня 1868 года он ещё занимал должность председателя. С 19 апреля 1864 года — действительный статский советник.

## Награды
- Орден Святой Анны 2-й ст. (1846)
- Орден Святого Станислава 2-й ст. (1847)
- Орден Святого Владимира 3-й ст. (1849)
- Орден Святой Анны 1-й ст. (1864)